# Campo Calabro
Campo   Calabro község (comune) Calabria régiójában, Reggio Calabria megyében.

## Fekvése
A megye délnyugati részén fekszik. Határai: Fiumara, Reggio Calabria és Villa San Giovanni.

## Története
A középkori település a 19. század elején, amikor a Nápolyi Királyságban felszámolták a feudalizmust előbb Reggio Calabria majd Villa San Giovanni része lett. 1950 óta önálló község.

## Népessége
A népesség számának alakulása:

## Főbb látnivalói
- Santa Maria Maddalena-templom
- San Giuseppe-templom
- Cuore di Gesù-templom
- Madonna del Carmine-templom